# Berliner Ensemble
| Theater am Schiffbauerdamm |
| - 1949-1971: Helene Weigel. - 1971-1977: Ruth Berghaus. - 1977-1991: Manfred Wekwerth. - 1993-1995: Heiner Müller. - 1995-1996 Martin Wuttke - 2000- presente: Claus Peymann. |

Berliner Ensemble es una afamada compañía de teatro alemana fundada por el poeta y dramaturgo Bertolt Brecht y su mujer, la actriz Helene Weigel. Fue fundado en Berlín Este en enero de 1949 bajo la dirección de Weigel. 
Sin embargo, tras su interpretación como protagonista en la obra de Brecht Madre Coraje y sus hijos (1949), la compañía se separó del Deutsches Theater en noviembre de 1949 y se trasladó al histórico Theater am Schiffbauerdamm en 1954. 
La mayoría de sus primeras producciones eran obras de Brecht, y fueron dirigidas por él hasta 1956, año de su muerte. 
Weigel continuó dirigiendo la compañía hasta 1971, cuando ocupó su lugar Ruth Berghaus; Manfred Wekwerth fue el tercer director de la compañía entre el año 1977 y 1991. Luego Heiner Müller se destacó en su gestión a la vez que se consolidó como el gran dramaturgo político alemán después de Brecht.

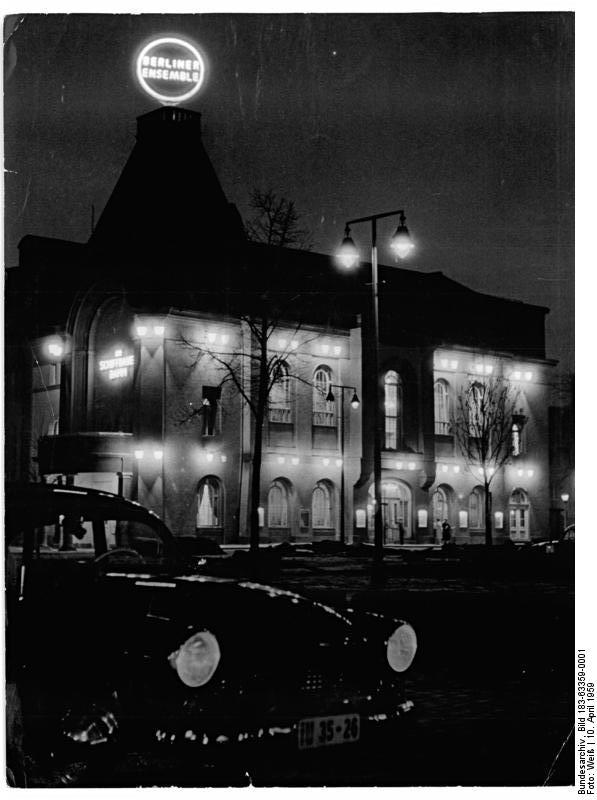

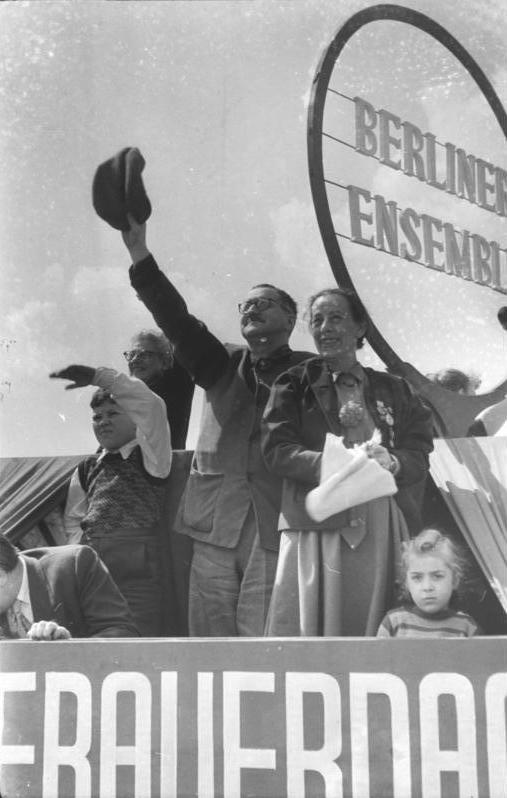

## Berliner Ensemble:ein Theater für Zeitgenossen
Luego de escapar del nazismo y ser hostilizado groseramente por el macartismo norteamericano, Brecht vuelve a Alemania en sus últimos años y funda entrando a los años 50 el Berliner Ensemble. 
Sin embargo, según lo testimonia el reciente hallazgo de cartas y textos, la relación entre este centro brechtiano y la institucionalidad comunista fue muy difícil. Las tensiones entre Brecht y la burocracia cultural de la RDA se repetirían luego en la historia del Berliner Ensemble. Los censores (Sozialistische Einheitspartei Deutschlands) llegaron incluso a prohibir varias piezas, entre ellas, por ejemplo, Santa Juana de los mataderos y el filme de Brecht Kuhle Wampe (un homenaje a la libertad desde una puesta anárquica). 
Brecht en sus últimos días incluso acusaba de un boicot e intentos de "hacerlo desaparecer" por lo que las dudas de su muerte natural en 1956 (ataque cardiaco) se han institucionalizado desde mitad de los años 90.
En el entorno del Berliner Ensemble trabajaron muchos conocidos y prolíficos artistas. Su conexión entre el arte y la sociedad aún sigue siendo uno de los elementos por lo cual este centro ha pasado a la historia, incluso en la actual cultura de mercado.

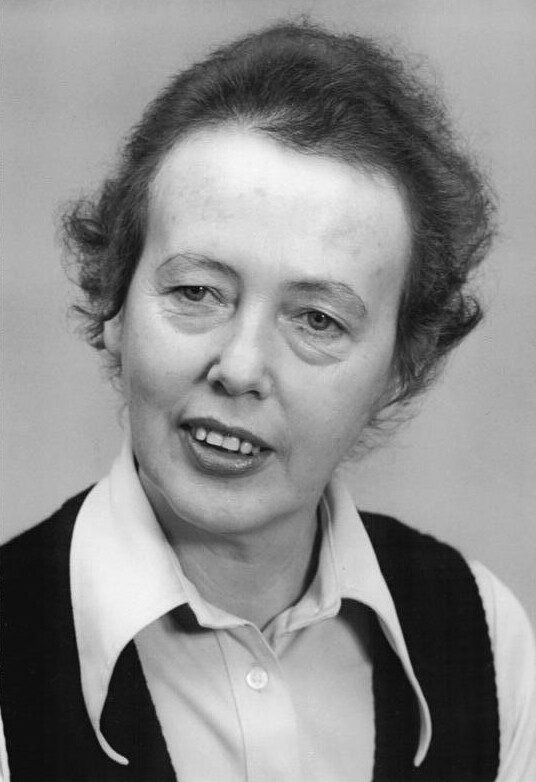
Ruth Berghaus.

## Miembros notables
- Curt Bois
- Ernst Busch
- Angelica Domröse
- Rosaura Revueltas (actriz mexicana)
- Erwin Geschonneck
- Therese Giehse
- Gisela May
- Ekkehard Schall
- Heinz Schubert
- Helene Weigel
- Ingrid Pitt
- Santiago García Pinzón
- Eduardo Gomez